# Даирис Бертанс
Даирис Бертанс (лет. Dairis Bertāns; Валмијера, 9. септембар 1989) летонски је кошаркаш. Игра на позицији бека, а тренутно наступа за ВЕФ Ригу. Његов млађи брат Давис се такође бави кошарком.

## Биографија
Играо је у млађим категоријама Валмијере, а у сезони 2005/06. дебитовао је и за њен сениорски тим. Од сезоне 2006/07. па до фебруара 2009. играо је у клубу АСК Рига — првих годину дана у јуниорском тиму, а затим и са сениорима. Од марта 2009. играо је за Вентспилс са којим је у сезони 2008/09. освојио титулу првака Летоније. Почев од августа 2010. бранио је боје ВЕФ Риге укупно три сезоне и у свакој од њих освајао летонско првенство. У јуну 2013. прешао је у Билбао и у њему је такође провео три сезоне. У сезони 2016/17. играо је за Дарушафаку. У јулу 2017. је постао кошаркаш Олимпије из Милана. Са њима је једном био првак Италије а поред тога има и освојена два Суперкупа. Почетком марта 2019. године напушта клуб из Милана и потписује уговор са Њу Орлеанс пеликансима. У јулу 2019. се вратио у Европу и потписао уговор са Химкијем. Две године је провео у екипи Химкија након чега је потписао уговор са Реал Бетисом.
Играо је за сениорску репрезентацију Летоније на Европским првенствима 2011, 2013, 2015. и 2017. године. Са јуниорским националним тимом освојио је бронзу на Европском првенству 2007. године.

## Успеси

### Клупски
- Вентспилс:
  - Првенство Летоније (1): 2008/09.
- ВЕФ Рига:
  - Првенство Летоније (3): 2010/11, 2011/12, 2012/13.
- Олимпија Милано:
  - Првенство Италије (1): 2017/18.
  - Суперкуп Италије (2): 2017, 2018.

### Репрезентативни
- Европско првенство до 18 година:  2007.